# Campeonato Mundial de Atletismo Júnior de 2010 - Salto em distância feminino
A prova do salto em distância feminino do Campeonato Mundial de Atletismo Júnior de 2010 ocorreu entre os dias 22 e 23 de julho em Moncton, no Canadá. 

## Recordes
Antes desta competição, os recordes mundiais e do campeonato nesta prova eram os seguintes:
|     | Nome            | Nacionalidade     | Distância | Local      | Data                 |
| --- | --------------- | ----------------- | --------- | ---------- | -------------------- |
| WJR | Heike Drechsler | Alemanha Oriental | 7.14 m    | Bratislava | 4 de junho de 1983   |
| CR  | Fiona May       | Reino Unido       | 6.88 m    | Sudbury    | 30 de agosto de 1988 |

## Medalhistas
| Ouro                    | Prata            | Bronze                     |
| Irisdaymi Herrera (CUB) | Wang Wupin (CHN) | Marharyta Tverdohlib (UKR) |

## Cronograma
Todos os horários são locais (UTC-4).
| Data        | Hora  | Evento       |
| ----------- | ----- | ------------ |
| 22 de julho | 11:15 | Qualificação |
| 23 de julho | 19:50 | Final        |

## Resultados

### Qualificação
A qualificação se iniciou no dia 22 de julho ás 11:15. 
Grupo A
| Posição | Atleta                | Nacionalidade       | Tentativas           | Tentativas         | Tentativas         | Resultados         | Notas |
| Posição | Atleta                | Nacionalidade       | 1                    | 2                  | 3                  | Resultados         | Notas |
| ------- | --------------------- | ------------------- | -------------------- | ------------------ | ------------------ | ------------------ | ----- |
| 1       | Irisdaymi Herrera     | Cuba                | 6.02 (w: -0.7 m/s)   | 5.98 (w: -0.4 m/s) | 5.42 (w: -0.2 m/s) | 6.02 (w: -0.7 m/s) | q     |
| 2       | Wang Wupin            | China               | 5.82 w (w: +2.2 m/s) | x                  | 5.89 (w: +0.4 m/s) | 5.89 (w: +0.4 m/s) | q     |
| 3       | Yekaterina Khalyutina | Rússia              | 5.30 (w: +0.4 m/s)   | 5.79 (w: +1.4 m/s) | 5.77 (w: -0.2 m/s) | 5.79 (w: +1.4 m/s) | q     |
| 4       | Meruska Eduarda       | Antilhas Holandesas | 5.75 (w: +1.2 m/s)   | 5.67 (w: -0.2 m/s) | 5.75 (w: +0.7 m/s) | 5.75 (w: +1.2 m/s) | q     |
| 5       | Darya Ahmedova        | Uzbequistão         | 5.75 (w: +0.1 m/s)   | 5.69 (w: +1.4 m/s) | 5.63 (w: +0.5 m/s) | 5.75 (w: +0.1 m/s) | q     |
| 6       | Anna Yermakova        | Ucrânia             | x                    | 5.65 (w: -0.2 m/s) | 5.75 (w: +0.2 m/s) | 5.75 (w: +0.2 m/s) | q     |
| 7       | Andrea Geubelle       | Estados Unidos      | 5.63 (w: -0.1 m/s)   | 5.71 (w: +0.7 m/s) | 5.37 (w: +1.0 m/s) | 5.71 (w: +0.7 m/s) |       |
| 8       | Caroline Ehrhardt     | Canadá              | 5.67 (w: 0.0 m/s)    | 5.59 (w: 0.0 m/s)  | 3.74 (w: +0.3 m/s) | 5.67 (w: 0.0 m/s)  |       |
| 9       | Yekaterina Ektova     | Cazaquistão         | 5.48 (w: +1.3 m/s)   | 5.49 (w: +0.3 m/s) | 5.40 (w: +0.7 m/s) | 5.49 (w: +0.3 m/s) |       |
| 10      | Alina Rotaru          | Roménia             | x                    | 5.27 (w: +1.6 m/s) | 4.90 (w: +0.3 m/s) | 5.27 (w: +1.6 m/s) |       |

Grupo B
| Posição | Atleta                     | Nacionalidade            | Tentativas         | Tentativas         | Tentativas         | Resultados         | Notas              |
| Posição | Atleta                     | Nacionalidade            | 1                  | 2                  | 3                  | Resultados         | Notas              |
| ------- | -------------------------- | ------------------------ | ------------------ | ------------------ | ------------------ | ------------------ | ------------------ |
| 1       | Chantel Malone             | Ilhas Virgens Britânicas | 6.07 (w: +0.9 m/s) | 5.99 (w: +1.0 m/s) | -                  | 6.07 (w: +0.9 m/s) | q                  |
| 2       | Marharyta Tverdohlib       | Ucrânia                  | 5.85 (w: +0.2 m/s) | 5.86 (w: -0.6 m/s) | 5.68 (w: +0.4 m/s) | 5.86 (w: -0.6 m/s) | q                  |
| 3       | Marina Kraushofer          | Áustria                  | 5.85 (w: +0.9 m/s) | 5.83 (w: +0.5 m/s) | 5.27 (w: +0.9 m/s) | 5.85 (w: +0.9 m/s) | q                  |
| 4       | Karynn Dunn                | Estados Unidos           | 5.85 (w: +0.5 m/s) | 5.67 (w: +0.3 m/s) | 5.63 (w: -0.2 m/s) | 5.85 (w: +0.5 m/s) | q                  |
| 5       | Brooke Stratton            | Austrália                | 5.84 (w: +0.6 m/s) | 5.71 (w: +1.1 m/s) | x                  | 5.84 (w: +0.6 m/s) | q                  |
| 6       | Sveinbjörg Zophoníasdóttir | Islândia                 | 5.79 (w: +0.3 m/s) | 5.78 (w: +0.2 m/s) | 5.63 (w: -0.1 m/s) | 5.79 (w: +0.3 m/s) | q                  |
| 7       | Mégane Beaufour            | França                   | x                  | 5.64 (w: +1.6 m/s) | x                  | 5.64 (w: +1.6 m/s) |                    |
| 8       | Chanice Porter             | Jamaica                  | 5.15 (w: +0.1 m/s) | 5.45 (w: +0.2 m/s) | 5.56 (w: +0.5 m/s) | 5.56 (w: +0.5 m/s) |                    |
| 9       | Lorraine Ugen              | Reino Unido              | x                  | x                  | 5.56 (w: -0.5 m/s) | 5.56 (w: -0.5 m/s) |                    |
| 10      | Renubala Mahanta           | Índia                    | x                  | x                  | 4.37 (w: -1.1 m/s) | DSQ                | Regra 32.2 da IAAF |

### Final
A prova final foi realizada no dia 23 de julho ás 19:15. 
| Posição           | Atleta                     | Nacionalidade            | Tentativas         | Tentativas         | Tentativas         | Tentativas         | Tentativas         | Tentativas         | Resultados         | Notas |
| Posição           | Atleta                     | Nacionalidade            | 1                  | 2                  | 3                  | 4                  | 5                  | 6                  | Resultados         | Notas |
| ----------------- | -------------------------- | ------------------------ | ------------------ | ------------------ | ------------------ | ------------------ | ------------------ | ------------------ | ------------------ | ----- |
| Medalha de ouro   | Irisdaymi Herrera          | Cuba                     | 6.01 (w: -0.6 m/s) | 6.30 (w: -0.6 m/s) | 6.06 (w: -1.2 m/s) | 5.79 (w: +0.7 m/s) | 6.41 (w: +0.3 m/s) | 6.17 (w: -0.1 m/s) | 6.41 (w: +0.3 m/s) |       |
| Medalha de prata  | Wang Wupin                 | China                    | 5.83 (w: -0.6 m/s) | 6.11 (w: 0.0 m/s)  | x                  | 6.21 (w: +0.2 m/s) | 5.91 (w: +0.2 m/s) | 6.23 (w: +0.1 m/s) | 6.23 (w: +0.1 m/s) |       |
| Medalha de bronze | Marharyta Tverdohlib       | Ucrânia                  | 5.79 (w: -0.1 m/s) | 6.08 (w: +0.5 m/s) | 6.07 (w: +0.3 m/s) | 6.20 (w: 0.0 m/s)  | 6.18 (w: -0.4 m/s) | 6.04 (w: 0.0 m/s)  | 6.20 (w: 0.0 m/s)  |       |
| 4                 | Chantel Malone             | Ilhas Virgens Britânicas | 6.16 (w: -0.2 m/s) | 6.17 (w: +0.1 m/s) | 6.04 (w: +0.5 m/s) | 6.15 (w: +1.0 m/s) | 4.62 (w: +0.4 m/s) | 5.88 (w: 0.0 m/s)  | 6.17 (w: +0.1 m/s) |       |
| 5                 | Anna Yermakova             | Ucrânia                  | 5.73 (w: -0.6 m/s) | 5.75 (w: 0.0 m/s)  | 6.01 (w: -0.4 m/s) | 5.81 (w: -0.2 m/s) | 6.06 (w: +0.7 m/s) | 5.84 (w: 0.0 m/s)  | 6.06 (w: +0.7 m/s) |       |
| 6                 | Brooke Stratton            | Austrália                | 6.01 (w: -0.1 m/s) | 5.94 (w: +0.2 m/s) | 5.82 (w: +0.3 m/s) | 5.83 (w: +0.6 m/s) | 6.05 (w: +0.4 m/s) | 5.90 (w: +0.1 m/s) | 6.05 (w: +0.4 m/s) |       |
| 7                 | Marina Kraushofer          | Áustria                  | 5.86 (w: -0.1 m/s) | 6.04 (w: +0.1 m/s) | 5.97 (w: +0.1 m/s) | x                  | x                  | 6.00 (w: -0.1 m/s) | 6.04 (w: +0.1 m/s) |       |
| 8                 | Sveinbjörg Zophoníasdóttir | Islândia                 | 5.75 (w: -0.3 m/s) | 5.75 (w: +0.1 m/s) | 5.94 (w: -0.5 m/s) | 5.61 (w: -0.1 m/s) | 5.72 (w: +0.9 m/s) | 5.54 (w: 0.0 m/s)  | 5.94 (w: -0.5 m/s) |       |
|                   |                            |                          |                    |                    |                    |                    |                    |                    |                    |       |
| 9                 | Meruska Eduarda            | Antilhas Holandesas      | 5.92 (w: +0.9 m/s) | 5.93 (w: -0.4 m/s) | 5.65 (w: -0.5 m/s) |                    |                    |                    | 5.93 (w: -0.4 m/s) |       |
| 10                | Yekaterina Khalyutina      | Rússia                   | 5.83 (w: -0.2 m/s) | 5.88 (w: -0.1 m/s) | 5.90 (w: +0.2 m/s) |                    |                    |                    | 5.90 (w: +0.2 m/s) |       |
| 11                | Karynn Dunn                | Estados Unidos           | 5.83 (w: -0.6 m/s) | 5.76 (w: -0.9 m/s) | 5.76 (w: -1.0 m/s) |                    |                    |                    | 5.83 (w: -0.6 m/s) |       |
| 12                | Darya Ahmedova             | Uzbequistão              | 5.72 (w: 0.0 m/s)  | 5.43 (w: +0.2 m/s) | 5.81 (w: 0.0 m/s)  |                    |                    |                    | 5.81 (w: 0.0 m/s)  |       |

Legenda
| Recorde mundial       | Recorde mundial (World record)               |                       | Recorde africano                      | Recorde africano (African) |                                           | Q | Classificado por posição (Qualified) |
| Recorde do campeonato | Recorde do campeonato (Championship record)  | Recorde da América    | Recorde da América (Americas)         | q                          | Classificado por melhor tempo (Qualified) |   |                                      |
| Melhor marca do ano   | Melhor marca do ano (World leading)          | Recorde asiático      | Recorde asiático (Asian)              | DNS                        | Não largou (Did not start)                |   |                                      |
| Recorde nacional      | Recorde nacional (National record)           | Recorde europeu       | Recorde europeu (European)            | DNF                        | Não terminou (Did not finish)             |   |                                      |
| Recorde pessoal       | Recorde pessoal do atleta (Personal best)    | Recorde da Oceania    | Recorde da Oceania (Oceania)          | DSQ / DQ                   | Desclassificado (Disqualified)            |   |                                      |
| Recorde da temporada  | Recorde da temporada do atleta (Season best) | Recorde sul-americano | Recorde sul-americano (South America) | NM                         | Sem marca (No mark)                       |   |                                      |